# 28 cm SK L/40 „Bruno”
28 cm SK L/40 (teljes nevén:28 cm Schnelladekanone Länge 40 magyarul: 28cm-es gyors töltésű hosszú ágyú, becenevén: Bruno) egy német vasúti löveg volt, amelyet a híres Krupp művek gyártott 1916-ban.
Az SK L/40-es Bruno valójában egy haditengerészeti ágyú volt, amelyet akkor szereltek át vasúti löveggé amikor a brit hadiflotta blokád alá vonta a német hajókat. Bár az ágyú megjárta a jütlandi csatát is, teljességgel használható maradt a német nehéztüzérség számára.
Érdekesség, hogy az első világháború után a németeknek a löveget Belgiumnak kellett adniuk háborús jóvátételként. Ezt meg is tették, azonban a második világháború idején ezeket a vasúti ágyúkat a németek mind visszaszerezték és jelentős részüket újra hadba állították.
A Bruno ágyú kétfajta lövedékét használták a háború során.
| Típus                                                                                                 | Tömeg  | Töltősúly | Csőtorkolati sebesség | Hatótávolság |
| --- | ------ | --------- | --------------------- | ------------ |
| Fúziós bázisú nagy erejű aknabomba (Sprenggranate L/2.9 m. Bdz.)                                      | 240 kg | 15,9 kg   | 785 m/s               | 20 050 m     |
| Fúziós bázisú nagy erejű aknabomba ballisztikus fejjel (Sprenggranate L/4.4 m. Bdz. u. Kz. mit Haube) | 284 kg | 22,9 kg   | 740 m/s               | 27 750 m     |